# Capelinha (Ipuã)
Capelinha é um distrito do município brasileiro de Ipuã, que integra a Aglomeração Urbana de Franca, no interior do estado de São Paulo, mas que ainda não está cadastrado na Divisão Territorial Brasileira do IBGE por não possuir uma representação cartográfica encaminhada à instituição pelo poder público municipal.

## História

### Formação administrativa
- Lei Ordinária nº 3.991 de 17/04/2018 - Dispõe sobre a criação, denominação e delimitação dos perímetros (dos Bairros e Distrito) do município de Ipuã[4].

## Geografia

### Demografia

#### População urbana
| Crescimento população urbana | Crescimento população urbana | Crescimento população urbana | Crescimento população urbana |
| Censo                        | Pop.                         |                              | %±                           |
| ---------------------------- | ---------------------------- | ---------------------------- | ---------------------------- |
| 1980                         | 666                          |                              | —                            |
| 1991                         | 887                          |                              | 33,2%                        |
| 2000                         | 959                          |                              | 8,1%                         |
| 2010                         | 987                          |                              | 2,9%                         |
| Fonte: IBGE e Fundação SEADE |                              |                              |                              |

Até o Censo 2010 (IBGE) Capelinha era classificado pelo IBGE como área urbana isolada.

### Rodovias
O acesso principal ao distrito é a Rodovia Prefeito Fábio Talarico (SP-345).

## Serviços públicos

### Registro civil
Feito na sede do município, pois o distrito não possui Cartório de Registro Civil das Pessoas Naturais.

### Saneamento
O serviço de abastecimento de água é feito pelo Serviço Autônomo de Água e Esgotos (SAAE).

### Energia
A responsável pelo abastecimento de energia elétrica é a CPFL Paulista, distribuidora do Grupo CPFL Energia.

## Religião
O Cristianismo se faz presente no distrito da seguinte forma:

### Igreja Católica
- A igreja faz parte da Diocese de Barretos[13].

### Igrejas Evangélicas
- Congregação Cristã no Brasil[14].